# Parabyrsopolis batesi
Parabyrsopolis batesi is een keversoort uit de familie bladsprietkevers (Scarabaeidae). De wetenschappelijke naam van de soort is voor het eerst geldig gepubliceerd in 1915 door Ohaus.